# Jill Flint
Jill Flint (Cherry Valley (New York), 25 november 1977) is een Amerikaanse actrice.

## Biografie
Flint werd geboren in Cherry Valley (New York), een plaats in Otsego County (New York), ee  leeft nu in Brooklyn (New York).  

## Filmografie

### Films
- 2022 Grey Elephant - als Lucy
- 2018 The Mule - als Pam
- 2012 The Amazing Spider-Man – als receptioniste
- 2011 Fake – als Kelly Monaghan
- 2009 How I Got Lost – als Vincent
- 2008 Cadillac Records – als Shelly Feder
- 2008 The Women – als Annie
- 2008 What Just Happened? – als secretaresse van Lou
- 2008 Blue Blood – als Kara
- 2007 On Broadway – als Kate O'Toole
- 2006 Johnny Montana – als vrouw in lift
- 2004 Garden State – als irritante vrouw

### Televisieseries
Uitgezonderd eenmalige gastrollen.
- 2016-2022 Bull - als Diana Lindsay - 7 afl.
- 2019 Wu-Tang: An American Saga - als Monica Lynch - 3 afl.
- 2014-2017 The Night Shift - als Dr. Jordan Alexander - 45 afl.
- 2009-2012, 2016 Royal Pains – als Jill Casey – 53 afl.
- 2009-2014 The Good Wife – als Lana Delaney – 12 afl.
- 2010 Mercy – als Simone Sands – 3 afl.
- 2009 Nurse Jackie – als Melissa Greenfield – 4 afl.
- 2007-2009 Gossip Girl – als Bex – 4 afl.
- 2007 Six Degrees – als Lisa Crane – 5 afl.
- 2006 Conviction – als Lisa Sandorff – 3 afl.

- Gemeinsame Normdatei: 1088345867
- International Standard Name Identifier: 0000 0001 2058 1488
- Library of Congress Control Number: no2011085047
- Virtual International Authority File: 171552385
- WorldCat: E39PBJgRQC3TxjyqCjpbY4RYfq